# Schwerin
Schwerin (lat. Suerina) je glavni i drugi po veličini grad njemačke pokrajine Mecklenburg-Zapadno Pomorje. U gradu živi 91.264 stanovnika (31. prosinac 2012).

## Vanjske poveznice
- Službena stranica (njem.)

### Ostali projekti
|  | Zajednički poslužitelj ima još gradiva o temi Schwerin |